# Nikolai Konstantinowitsch Kruglow
Nikolai Konstantinowitsch Kruglow (russisch Николай Константинович Круглов; * 31. Januar 1950 in Krasnyj Mys, Oblast Gorki) ist ein ehemaliger sowjetischer Biathlet.
Er gewann bei den Olympischen Spielen 1976 in Innsbruck die Goldmedaille über 20 Kilometer und mit der sowjetischen 4-mal-7,5-Kilometer-Staffel. Weiterhin wurde er 1975 Weltmeister im Sprint über 10 Kilometer.
Sein Sohn Nikolai war ebenfalls Biathlet.